# Stefan Meyer
Stefan Julius Meyer (Viena, Áustria-Hungria, 27 de abril de 1872 — Bad Ischl, Áustria, 29 de dezembro de 1949) foi um físico austríaco. Dedicou-se a pesquisas sobre radioatividade, recebendo o Prêmio Lieben de 1913 por suas pesquisas sobre o radium. Ele era o irmão de Hans Leopold Meyer, que também foi premiado com o Prêmio Lieben.